# 孔家坡漢簡
孔家坡漢簡（こうかはかんかん）は、中国の湖北省随州市曽都区北郊街道孔家坡で出土した前漢の簡牘である。

## 概要
2000年、孔家坡8号漢墓から竹簡520枚あまりと木牘4枚が出土した。竹簡は「日書」と「暦譜」から成る。木牘は「告地書」であり、これによれば墓主は桃侯国都郷の庫嗇夫で、名を辟という。木牘の書写年代は前漢景帝の後元2年（紀元前142年）で、墓主が下葬された時期にあたる。